# هنري ر. إيفانز
هنري ر. إيفانز (بالإنجليزية: Henry R. Evans)‏ هو ساحر استعراضي وصحفي أمريكي، ولد في 1861، وتوفي في 1949.